# Lago Tåkern
O Tåkern ( PRONÚNCIA) é um lago da Suécia na província da Östergötland. Tem área de 25 quilômetros quadrados e profundidade média de 1 metro. Está a leste da montanha de Omberga, na margem do lago Veter, a 10 quilômetros a norte da pequena cidade de Ödeshög. É um importante local de observação de aves, classificado como reserva natural. Anualmente é visitado por milhares de aves, de umas 200 espécies, que por lá passam ou param para fazer ninho. Por exemplo, uns 40 000-50 000 gansos fazem um pausa na área do lago, antes de continuarem a sua migração sazonal para sul.